# Далеке місто
«Далеке місто» (тур. Uzak Şehir) — турецький телесеріал 2024 р. у жанрі драми та створений компанією Ay Yapım, AyNA Yapım. В головних ролях — Озан Акбаба, Сінем Унсал, Кузей Гезер, Гонджа Джиласун, Атакан Озкая, Сахра Шаш, Мюфіт Кайчан.
Перша серія вийшла в ефір 11 листопада 2024 р. Серіал має 1 сезон. Серіал є адаптацією ліванського серіалу Ал Хайба, 2017 року.

## Сюжет
Алья — дружина Борана Албори та мати їхнього спільного сина Джихана Деніза. Їй доведеться повернутися з Канади до Мардіна, щоб виконати останнє прохання покійного чоловіка, який загинув в аварії за дивних обставин. Після повернення на батьківщину чоловіка дівчина зіткнеться з братом Борана — Джиханом Алборою та його сім'єю, які бажають відібрати у неї сина.

## Актори та ролі
| Актор               | Роль                   |
| ------------------- | ---------------------- |
| Озан Акбаба         | Джихан Альбора         |
| Сінем Унсал         | Аля Сміт Альбора       |
| Кузей Гезер         | Деніз Джіхан Альбора   |
| Гонджа Джиласун     | Садакат Альбора        |
| Атакан Озкая        | Кая Альбора            |
| Сахра Шаш           | Наре Альбора Булут     |
| Мюфіт Кайчан        | Екмель Альбора         |
| Ількай Кайку Аталай | Фідан Альбора          |
| Алпер Чанкая        | Шахін Альбора          |
| Ділін Дьогер        | Зеррін Альбора Бейбарс |
| Мехмет Полат        | Хасан Каралі           |
| Сінан Деміре        | Музаффер Санджак       |
| Зейнеп Канконде     | Умму Санджак           |
| Бурак Шафак         | Кадір Йолджу           |
| Бариш Ялчин         | Ерол Таскін            |
| Мутталіп Мюйдеджі   | Халіс Кероглу          |
| Міне Кіліч          | Міне Доган             |
| Назмі Кирик         | Надім Бейбарс          |
| Феріт Кая           | Демір Бейбарс          |
| Юнус Ескі           | Озкан Булут            |
| Нюрсель Кесе        | Фікріє                 |

## Сезони

### Туреччина
| Сезон | Початок сезону    | Фінал сезону | Кількість серій | Епізоди | Канал ТВ | День і час трансляції |
| ----- | ----------------- | ------------ | --------------- | ------- | -------- | --------------------- |
| 1     | 11 листопада 2024 | -            | 22              | 1-22    | Kanal D  | Щопонеділка, 20.00    |

## Рейтинги серій
| Серія | Рейтинг (TOTAL) | Рейтинг (AB) | Рейтинг (ABC1) |
| ----- | --------------- | ------------ | -------------- |
| 1.    | 5,73            | 2,77         | 5,11           |
| 2.    | 8,80            | 5,44         | 7,67           |
| 3.    | 10,14           | 6,56         | 8,91           |
| 4.    | 10,73           | 6,99         | 10,27          |
| 5.    | 11,10           | 7,59         | 10,63          |
| 6.    | 11,60           | 6,72         | 10,46          |
| 7.    | 11,84           | 6,65         | 11,35          |
| 8.    | 12,75           | 6,32         | 10,49          |
| 9.    | 14,34           | 10,08        | 13,49          |
| 10.   | 14,06           | 9,31         | 12,43          |
| 11.   | 15,01           | 10,32        | 13,50          |
| 12.   | 14,63           | 10,67        | 14,53          |
| 13.   | 15,37           | 10,38        | 15,02          |
| 14.   | 13,93           | 9,38         | 13,49          |
| 15.   | 14,73           | 9,00         | 13,52          |
| 16.   | 16,02           | 12,12        | 15,92          |
| 17.   | 15,41           | 10,63        | 14,20          |
| 18.   | 16,15           | 12,35        | 15,49          |
| 19.   | 15,70           | 10,65        | 14,04          |
| 20.   | 17,37           | 12,38        | 17,12          |
| 21.   | 18,07           | 12,16        | 16,87          |
| 22.   | 16,45           | 10,65        | 15,22          |